# サタメン!!!
『サタメン!!!』は、2011年4月10日（4月9日深夜）から2012年4月1日（3月31日深夜）の間、中京テレビで放送されていた深夜バラエティ番組である。放送時間は毎週日曜0:50 - 1:53（土曜深夜、JST）。
番組タイトル「サタメン」は、"Saturday Men's Hour"（サタデー・メンズ・アワー）の略。

## 概要
中京テレビが土曜日の深夜に自社制作のバラエティ番組を放送するのは『キャイ〜ンのギャロンパ』（2000年9月終了）以来で、約11年振りとなる。オードリーにとっては初めてコンビでMCを務めたレギュラー番組であり、初の名古屋地区でのレギュラー番組である。
テーマは「名古屋男子が一人前のイイ男になるためのメンズバラエティ」。MCのオードリーと堀井新太（D☆DATE）、東海3県在住の男子による番組レギュラー「春ボーイズ」（読み方は春日にちなみ「かすボーイズ」）がスタジオやロケで様々な企画を行う。
数十名の観客を入れての公開収録。出演者がスタジオで番組を進行している背後のやや高い位置に客席が設けられ、観客も画面に映っていた。放送の中で、番組収録は月曜日に行われているとたびたび明かされている。
2012年4月1日（3月31日深夜）放送分で番組は終了。4月から同枠は30分に短縮され、引き続きオードリーが司会の『オードリーさん、ぜひ会って欲しい人がいるんです!』を開始した。

## 出演者
MC
- オードリー（若林正恭・春日俊彰） - 基本的には若林が番組全体の進行役を担っている。春日は一部のコーナーの進行役を担当した。
- 堀井新太（D☆DATE）

代理MC
- 五十嵐隼士（D☆DATE） - 2011年7月10日[4]・12月18日・12月25日放送分。堀井および若林の代理。
- 瀬戸康史（D☆DATE） - 2011年7月17日[5]・7月31日[6] 放送分。堀井の代理。
- 荒木宏文（D☆DATE） - 2011年7月24日放送分[7]。堀井の代理。
- 浜谷健司（ハマカーン） - 2011年12月18日・12月25日放送分。若林の代理。
- Hi-Hi - 2012年1月28日放送分[8]。春日の代理。

春ボーイズ
- 東海3県在住、10代後半から20代前半の男子による16名の番組レギュラー。メンバーは以前から地元でタレント活動を行っていた者のほか、芸能界入り志願者、特に芸能界志望ではない一般の学生や社会人などがいる。名前の由来は「春日に憧れる若者たち」であるが[2]、次第に「実はほとんどが若林派」という流れになっていた。それぞれにNo.001から016までの番号とニックネームが付けられている。
- 番組の中では「一向に誰一人ブレイクする気配がない」と扱われ、番組最終回は「誰だかよく分からない16人の男の子たちが、テレビごっこ・芸能人ごっこの夢から覚める」という、この春ボーイズの卒業の儀式のような内容で締めくくられた[9]。番組終了後も芸能活動を行っている主なメンバーは以下の通り。
  - 菅沼翔也 - 現役名大生2人組アイドルユニット「SSS」を結成していたが、番組最終回においてもう一方の事情（大学卒業と就職）により解散が決まった。番組終了直後より名古屋おもてなし武将隊の二代目豊臣秀吉に就任し[10]、俳優・タレントとして活動する。
  - BOYS AND MEN（赤楚衛・ 木下博貴・辻本達規・土田拓海・勇翔） - 地元の男性アイドルグループ。『24時間テレビ』との連動企画「キッズキャラバン隊」などで活動[11]。2014年に中京テレビで冠レギュラー番組を持つ。
  - 西垣彰人 - 新メンバーオーディションで加入したプロレスラー兼モデル。春ボーイズは全員白のワイシャツにサスペンダーという衣装だが、西垣だけは常に上半身裸であった。

その他出演者
- 水谷陽介（中京テレビアナウンサー） - 「キッズキャラバン隊」に出演[11]。

ゲスト
- 代理MCを務めた者を除けば、ゲスト出演者は全て女性である。週替わりでグラビアアイドルや新人女優、モデルなどが（基本的には1名）出演。初期はSKE48のメンバーが出演していた[1][12]。

## 主なコーナー・企画
番組初期はあくまでも「男らしさ」にこだわり、ロケやスタジオの企画で春ボーイズが成長していくための内容が中心であったが、次第にコーナーが固定化されていった。
オープニング（春ボーイズお悩み相談室）
控え室（のような場所）にいるオードリーと堀井のもとに、春ボーイズのメンバーが訪れて悩み相談を持ちかけ、春日からのアドバイスを受ける。番組後期にはこのオープニングはなくなり、スタジオでの全員のやりとりから番組が始まるようになった。
クイズ!3人のサタ姫
「女性を見抜く心の男前の目を養う」ためのコーナー。3人の一般女性の中から「外国人と付き合っている」「年収1億円の男性と交際中」「部屋が超汚い」などある特徴を持つ女性を選ぶ。進行はオードリー若林で、春日・ 堀井・春ボーイズの全員で回答を決定する。最も放送回数が多いコーナー。
ママをたずねて三千里
元々は「春日のための企画」という名目で始まった、東海地方のスナックを回り、その店のママを紹介していくコーナー。春ボーイズのヌーボーロマン・小林がロケ・スタジオ進行を担当した。番組後期のレギュラーコーナー。
○○女の××ダービー
読み方は「マルマルおんなのチョメチョメダービー」。一般女性を対象に行った街頭アンケート調査結果の1位、2位を予想するコーナー。「堀井新太プレゼンツ」となっており、進行を堀井が担当していた。番組後期のレギュラーコーナーで、「ママをたずねて三千里」とほぼ交互に放送されていた。
サタメンGASSHO部
合唱を愛する男子を紹介するコーナー。地元の高校・大学などの合唱部が出演した。番組開始から半年が経った2011年9月にスペシャル版が放送され、以降コーナーとしての放送はなくなった。
春ボーイズオーディション
番組レギュラー・春ボーイズ加入の公開オーディションコーナー。参加条件は東海3県に在住の16歳から25歳までの男子で、毎週3名による勝ち抜き戦となっている。「堀井新太プレゼンツ」となっており、進行を堀井が担当している。2011年6月に新メンバーが選出されて以降は放送されていない（ただし番組HPでオーディション参加者募集の告知は続いていた）。
春ボーイズ スターを目指せプロジェクト
堀井の所属するユニットD☆DATEのシングル「DAY BY DAY」ミュージックビデオ出演や、D☆DATEライブにバックダンサーとして参加、『24時間テレビ』との連動企画など。
午前2時前のラブソング
彼女への愛をオリジナルのラブソングで告白する男子を紹介するコーナー。VTRによるエピソード紹介とスタジオでの楽曲披露。初期に数回放送された。
この他にも定着せず終了したコーナー、オードリーや堀井がロケを行う単発の特別企画などもある。

## スタッフ
- ナレーション：藤井利彦（中京テレビアナウンサー、2011年7月 - 最終回）[13]、高橋重憲（中京テレビアナウンサー、2011年4月 - 6月）、柏田ユウリ[14]
- 演出：宗宮功卓、富田恭彦
- プロデューサー：黒宮英作
- 製作著作：中京テレビ

## テーマ曲
オープニングテーマ
- マキシマムザホルモン「チューチューラブリームニムニムラムラプリンプリンボロンヌルルレロレロ」

エンディングに使用された楽曲
- D☆DATE「CHANGE my LIFE」「DAY BY DAY」「Love Heaven」「JOKER」
- 西野カナ「Esperanza」「たとえ どんなに…」
- SHINee「Replay -君は僕のeverything-」
- SKE48「パレオはエメラルド」「オキドキ」
- IU「Good Day」